# Le'on Litinecki
Le'on Litinecki (hebrejsky: לאון ליטינצקי,‎ * 2. srpna 1967, Kazaň, Sovětský svaz) je izraelský politik a poslanec Knesetu za Jisra'el bejtejnu.

## Biografie
Narodil se ve městě Kazaň v tehdejším Sovětském svazu, dnes v Rusku. V letech 1984–1990 studoval ale nedokončil obor lékařství na Kazaňské federální univerzitě. V roce 1991 přesídil do Izraele. Zde studoval na škole World ORT v Kfar Saba a pak absolvoval magisterské studium politologie na Telavivské univerzitě. Hovoří hebrejsky, anglicky a rusky.

## Politická dráha
V roce 1995 byl v zaměstnaneckém výboru společnosti Israel Electric Corporation, od roku 1999 působil ve vedení odborové centrály Histadrut. Téhož roku se stal předsedou celostátní organizace ruskojazyčných Izraelců. V roce 2000 byl delegátem na Světovém sionistickém kongresu. V roce 2001 byl předsedou družstva Šomer Jisra'el. V roce 2006 působil jako předseda odboru nových imigrantů ve Fondu Berla Kacnelsona. Téhož roku se zároveň stal předsedou sekce nových imigrantů v rámci Strany práce a o rok později byl i předsedou sekce nových imigrantů v izraelské pobočce Sionistické všeobecné rady.
V izraelském parlamentu zasedl po volbách do Knesetu v roce 2006, ve kterých kandidoval za Stranu práce. Mandát ale získal až dodatečně v červenci 2008 jako náhradník za Daniho Jatoma, jenž rezignoval. V letech 2008–2009 v Knesetu působil jako člen výboru pro vzdělávání, kulturu a sport.
Ve volbách do Knesetu v roce 2009 kandidoval, ale vzhledem k nízkému procentuálnímu zisku Strany práce nezískal mandát v Knesetu. Ve volbách v roce 2013 se ucházel o poslanecký mandát na společné kandidátní listině Likud Jisra'el bejtejnu, ale ani tentokrát jej nezískal. Podařilo se mu to až 5. listopadu 2014, kdy jako náhradník vystřídal Gideona Sa'ara, který rezignoval.